# 24
Cette page concerne l'année 24  du calendrier julien. Pour l'année 24 av. J.-C., voir 24 av. J.-C. Pour le nombre 24, voir 24 (nombre).
L'année 24 est une année bissextile qui commence un samedi.

## Événements
- Fin des insurrections d'Afrique[1] (début en 14). Le proconsul Publius Cornelius Dolabella attaque Tacfarinas par surprise dans son camp près d’Auzia (Algérie actuelle) près de Thusbascum. Tacfarinas, vaincu, est tué au combat[2].
- Le roi Ptolémée de Maurétanie, qui a participé à la répression, reçoit du Sénat romain un sceptre en ivoire et une tunique brodée[1].
- Empire romain : loi Visellia, qui libère les descendants d’affranchis de la macule servile, ce qui leur permet d’accéder au statut de notable[3].
- Révolte servile de bergers près de Brindisi, provoquée par un ancien prétorien, Titus Curtisius ; le questeur Curtius Lupus dissipe la conjuration en réquisitionnant les équipages de trois birèmes de la flotte de Ravenne en escale à Brindisi ; Staius, un tribun de la garde prétorienne envoyé par Rome, capture et amène à Rome le chef de la révolte et ses principaux complices[4].

## Décès en 24
- Strabon (v. 63 av. J.-C. - v. 24 apr. J.-C.), voyageur, géographe et historien grec, né à Amasée (aujourd'hui Amasya), dans le Pont (aujourd’hui en Turquie). Il remonte le Nil lors d’une expédition conduite par Aelius Gallus, préfet romain d’Égypte, puis passe de nombreuses années à Rome. Sa Géographie, une description détaillée en dix-sept volumes du monde tel qu’il était connu des Anciens, nous est parvenue presque entière.
- Tacfarinas